# Constitució d'Austràlia
La Constitució d'Austràlia és la llei que estableix el Govern del Commonwealth australià i la forma en què funciona. Es compon de diversos documents. La més important és la Constitució del Commonwealth d'Austràlia. El poble d'Austràlia va votar en referèndums entre 1898 i 1900 per a acceptar la Constitució. La Constitució va ser aprovada com a part de la Llei constitucional de la Mancomunitat d'Austràlia de 1900 (Imp), una llei del Parlament del Regne Unit. La reina Victòria la va signar el 9 de juliol de 1900. La Constitució es va convertir en llei l'1 de gener de 1901. Encara que la Constitució era una llei del Parlament del Regne Unit, les lleis d'Austràlia li van llevar al Parlament del Regne Unit la facultat de modificar la Constitució. Ara només el poble australià pot canviar-la per referèndum.
Altres dues lleis donen suport a la Constitució australiana. La primera és l'Estatut de Westminster, aprovat per la Commonwealth com l'Estatut de la Llei d'Adopció de Westminster de 1942. La segona és la Llei d'Austràlia de 1986, que va ser aprovada pels Parlaments de tots els estats australians, pel Regne Unit i pel Parlament Federal d'Austràlia. En conjunt, aquestes lleis van tenir l'efecte de tallar tots els vincles constitucionals entre Austràlia i el Regne Unit. Encara que la mateixa persona, la Reina Isabel II, és la monarca de tots dos països, aquests són països separats.
En virtut del sistema de dret consuetudinari d'Austràlia, el Tribunal Superior d'Austràlia i el Tribunal Federal d'Austràlia tenen la facultat de decidir el que realment significa la Constitució.